# Saprosites breviusculus
Saprosites breviusculus är en skalbaggsart som beskrevs av Edgar von Harold 1867. Saprosites breviusculus ingår i släktet Saprosites och familjen Aphodiidae. Inga underarter finns listade i Catalogue of Life.